# Vital Lahaye
Pour les articles homonymes, voir Lahaye.
Vital Lahaye est un écrivain et enseignant belge né en 1937.

## Biographie
Vital Lahaye naît le 17 janvier 1937 à Chassepierre, petit village au bord de la Semois dans la province de Luxembourg, cinquième d’une famille de sept enfants. Sa mère tient l’épicerie du village ; son père, d’origine liégeoise, est peintre en bâtiment. Il fréquente le collège de Stavelot puis celui de Virton. Sensible aux inégalités sociales, il poursuit de 1956 à 1960 ses études à la Faculté de Philosophie et Lettres de l’Université de Liège. Face aux événements de cette époque (fin de la colonisation belge au Congo, guerre d’Algérie et dénonciation de la torture par Henri Alleg), il se rapproche de la voie communiste et rencontre plusieurs dirigeants politiques liégeois.
De 1960 à 1970 Vital Lahaye devient professeur dans l’enseignement libre à Arlon, ayant notamment pour élève Guy GoffetteModèle:,×. S'interrogeant sur la fonction de l'enseignant, il s'engage dans le travail manuel en 1970 et 1971 puis part en septembre 1971 enseigner en Algérie au lycée de Sour El-Ghozlane (Wilaya de Bouira) où Conrad Detrez est également professeur. En 1973, année de la naissance de son fils Ugo, il rentre en Belgique où il enseigne jusqu'en 1993 à Libramont, à Bastogne et à l’Athénée Royal de Bertrix.
À sa retraite en 1993, Vital Lahaye s'installe à Liège, dans le quartier cosmopolite de Coronmeuse, avec son fils qui meurt dans un accident en juin 1995. En 1996 Jacques Izoard y présente le recueil Mon secours est dans leurs noms qui vient d'être publié. En 2002 Vital Lahaye revient se fixer à Florenville.

### Poésie
- Le Fil d'Ariane, La Dryade, Vieux-Virton, 1963.
- Cran d'arrêt, La Dryade, Vieux-Virton, 1965.
- Mon secours est dans leurs noms, De l’autre côté du miroir, Florenville, 1996.

### Prose
- Catalogue de textes dits lors du vernissage d’expositions organisées à la galerie De l’autre côté du miroir, Florenville, 1996.
- Point final, Point partant (peintures de Michèle Laveaux), Florenville, De l'autre côté du miroir, 2006.
- Michèle Laveaux, éditions De l'autre côté du miroir, Florenville, 2011.
- Giardino, textes de Vital Lahaye et lavis de Michèle Laveaux, éditions De l'autre côté du miroir, Florenville, 2017.

### Ouvrages généraux
- Anthologie des poètes français du Luxembourg belge, de 1930 à nos jours, choix de textes, introduction et notices par Roger Brucher, Académie luxembourgeoise, Arlon, 1978.
- Echo 1, anthologie de la création poétique en Lorraine, au Luxembourg belge, au Luxembourg et en Sarre, Æncrages & Co et Serpenoise, 1991.

L'œuvre de Vital Laye, qui composerait plusieurs volumes, est dispersée dans des revues, notamment La Dryade, L’Essai (Liège), Les publications du groupe Vérité (Florenville), Les Midis de la poésie, Tribune poétique, Triangle, Silex, L’Aconique, Pollen d’azur. Vital Lahaye a de plus collaboré entre 1974 et 1982 à la revue engagée R (comme Résistance), à Pour, à La Parole au Peuple et à la République.